# 2018年平昌オリンピックの中国選手団
2018年平昌オリンピックの中国選手団（2018ねんピョンチャンオリンピックのちゅうごくせんしゅだん）は、2018年2月9日から23日まで大韓民国江原道平昌で開催された2018年平昌オリンピックの中国選手団、およびその競技結果。

## メダル
| メダル | 選手名                             | 競技                             | 種目             |
| ------ | ---------------------------------- | -------------------------------- | ---------------- |
| 金     | 武大靖                             | ショートトラックスピードスケート | 男子500m         |
| 銀     | 劉佳宇                             | スノーボード                     | 女子ハーフパイプ |
| 銀     | 隋文静 韓聡                        | フィギュアスケート               | ペア             |
| 銀     | 張鑫                               | フリースタイルスキー             | 女子エアリアル   |
| 銀     | 李靳宇                             | ショートトラックスピードスケート | 女子1500m        |
| 銀     | 賈宗洋                             | フリースタイルスキー             | 男子エアリアル   |
| 銀     | 武大靖 韓天宇 任子威 許宏志 陳徳全 | ショートトラックスピードスケート | 男子5000mリレー  |
| 銅     | 孔凡鈺                             | フリースタイルスキー             | 女子エアリアル   |
| 銅     | 高亭宇                             | スピードスケート                 | 男子500m         |

## スケート

### フィギュアスケート
- 男子シングル - 2名
- 女子シングル - 1名
- ペア - 3組
- アイスダンス - 1組

## カーリング
- 混合